# Iahidne, Novomoskovsk
Iahidne (în ucraineană Ягідне) este un sat în comuna Pișceanka din raionul Novomoskovsk, regiunea Dnipropetrovsk, Ucraina.

## Demografie
Componența lingvistică a localității Iahidne
     Ucraineană (99,36%)
     Alte limbi (0,64%)
Conform recensământului din 2001, majoritatea populației localității Iahidne era vorbitoare de ucraineană (99,36%), existând în minoritate și vorbitori de alte limbi.